# Romanización del griego
La romanización del griego (griego: Λατινογραφή ελληνικών o Λατινογραφή της ελληνικής γλώσσας; latín: Translitteratio linguae Graecae) es la representación de textos escritos en alfabeto griego utilizando el alfabeto latino. Existen varios sistemas de romanización, dependiendo especialmente de si el idioma escrito con letras griegas es griego antiguo o griego moderno, o si se pretende realizar una transliteración (grafémica) o transcripción (fonética).

## Transliteración
La transliteración consiste en trasladar el alfabeto griego al alfabeto latino grafema a grafema, de modo que se pueda recuperar la grafía original a partir del texto transliterado. En el caso del griego antiguo existen dos sistemas principales: el tradicional, basado en las transcripciones latinas de textos griegos; y el científico, más reciente y fiel, al ser totalmente reversible, al contrario que el sistema tradicional. Con todo, las diferencias entre ambos sistemas son mínimas, reduciéndose a tres sonidos consonánticos («ζ», «κ» y «χ»), la duración de las vocales y la representación de los diptongos. Dado que la correspondencia entre grafías y sonidos del griego antiguo es muy alta, el resultado es muy parecido a una transcripción.
Para el griego moderno también existen varios sistemas de transliteración, siendo los más comunes los dos expresados en la tabla inferior. Pese a tratarse de sistemas de transliteración, intentan transmitir también, en mayor o menor medida la realidad fonética del griego moderno, considerablemente distinta de la del griego antiguo. Es por ello que estos sistemas son más complejos y ninguno consigue ser totalmente reversible.

### Tabla de transliteraciones
| Griego                            | Sistema tradicional | Sistema científico | ISO (ISO 843:1997 TR) | ONU (ELOT 743/1987) |
| Griego                            | Griego antiguo      | Griego antiguo     | Griego moderno        | Griego moderno      |
| --------------------------------- | ------------------- | ------------------ | --------------------- | ------------------- |
| α                                 | a                   | a                  | a                     | a                   |
| β                                 | b                   | b                  | v                     | v                   |
| γ                                 | g                   | g                  | g                     | g                   |
| δ                                 | d                   | d                  | d                     | d                   |
| ε                                 | e                   | e                  | e                     | e                   |
| ζ                                 | z                   | z, dz              | z                     | z                   |
| η                                 | e                   | ē                  | i                     | i                   |
| θ                                 | th                  | th                 | th                    | th                  |
| ι                                 | i                   | i                  | i                     | i                   |
| κ                                 | c                   | k                  | k                     | k                   |
| λ                                 | l                   | l                  | l                     | l                   |
| μ                                 | m                   | m                  | m                     | m                   |
| ν                                 | n                   | n                  | n                     | n                   |
| ξ                                 | x                   | x                  | x                     | x                   |
| ο                                 | o                   | o                  | o                     | o                   |
| π                                 | p                   | p                  | p                     | p                   |
| ρ                                 | r, rh               | r, rh              | r                     | r                   |
| σ ς                               | s                   | s                  | s                     | s                   |
| τ                                 | t                   | t                  | t                     | t                   |
| υ                                 | y                   | u                  | y                     | y                   |
| φ                                 | ph                  | ph                 | f                     | f                   |
| χ                                 | ch                  | ch, kh             | ch                    | ch                  |
| ψ                                 | ps                  | ps                 | ps                    | ps                  |
| ω                                 | o                   | ō                  | o                     | o                   |
| Combinaciones de vocales          |                     |                    |                       |                     |
| αι                                | ae, e               | ai                 | ai                    | ai                  |
| αυ                                | au                  | au                 | av, af, ay            | av, af              |
| ει                                | i                   | ei                 | ei                    | ei                  |
| ευ                                | eu                  | eu                 | ev, ef, ey            | ev, ef              |
| ηυ                                | eu                  | ēu                 | iv, if, iy            | iv, if              |
| οι                                | oe, e               | oi                 | oi                    | oi                  |
| ου                                | u                   | ou                 | ou, oy                | ou                  |
| υι                                | ui                  | ui                 | yi                    | yi                  |
| Combinaciones de consonantes      |                     |                    |                       |                     |
| γγ                                | ng                  | ng                 | ng                    | ng                  |
| γξ                                | nx                  | nx                 | nx                    | nx                  |
| γκ                                | nc                  | nk                 | gk                    | gk                  |
| γχ                                | nch                 | nch                | nch                   | nch                 |
| μπ                                | mp                  | mp                 | b, mp                 | b, mp               |
| ντ                                | nt                  | nt                 | nt                    | d, nt               |
| Diacríticos (sólo griego antiguo) |                     |                    |                       |                     |
| ̔                                  | h                   | h                  | (espíritu áspero)     | (espíritu áspero)   |
| ̓                                  | nada                | nada               | (espíritu suave)      | (espíritu suave)    |
| ͅ                                  | (i)                 | (i)                | (iota subscrita)      | (iota subscrita)    |
| Letras obsoletas                  |                     |                    |                       |                     |
| ϝ                                 | w                   | w                  |                       |                     |
| ϙ                                 | q                   | q                  |                       |                     |
| ϛ                                 | st                  | st                 |                       |                     |
| ϻ                                 | s, ś                | s, ś               |                       |                     |
| ϡ                                 | ss                  | ss                 |                       |                     |

### Signos de acentuación
El griego clásico desarrolló un amplio sistema de diacríticos para reflejar todas las particularidades de la pronunciación, así como ciertos rasgos etimológicos. No obstante, desde el griego helenístico el sistema tonal y fonético se fue simplificando, por lo que muchos de estos símbolos quedaron obsoletos (entre ellos los espíritus y los acentos grave y circunflejo).
En 1982 se introdujo la ortografía monotónica oficialmente para el griego moderno, en la que los únicos signos de acentuación que se mantienen son la tilde aguda (indicando la sílaba acentuada), y la diéresis (indicando cuando dos vocales consecutivas no deben ser combinadas).  Tanto la tilde aguda como la diéresis se mantienen tal cual en el proceso de romanización recomendado por las Naciones Unidas, por lo que deben escribirse al transliterar griego moderno. Hay una excepción: en las combinaciones de vocales αύ, εύ y ηύ la tilde se mueve de la -υ- (que se convierte en v o f) a la vocal precedente.

## Transcripción

### Griego antiguo
La transcripción de palabras del griego antiguo al español suele conllevar adaptación morfológica además de fonética. La práctica totalidad de los cultismos griegos del español están transcritos y no transliterados. Pese a que existen unas normas generales de transcripción, adaptadas de las transcripciones latinas, hay palabras, generalmente de uso frecuente, que han seguido otros sistemas.

#### Tabla de transcripciones
| Griego                   | Transcripción | Ejemplo      | Ejemplo         | Ejemplo       |
| Griego                   | Transcripción | Griego       | Transliteración | Transcripción |
| ------------------------ | ------------- | ------------ | --------------- | ------------- |
| α                        | a             | Ἀσία         | Asía            | Asia          |
| β                        | b             | βουκολικός   | boukolikós      | bucólico      |
| γ                        | g             | γαλαξίας     | galaxías        | galaxia       |
| δ                        | d             | Ἀλέξανδρος   | Aléxandros      | Alejandro     |
| ε                        | e             | Ήλεκτρα      | Ēlektra         | Electra       |
| ζ                        | z             | ζῳόμορφος    | zōiómorphos     | zoomorfo      |
| ζ                        | c             | ζέφυρος      | zéphyros        | céfiro        |
| η                        | e             | ἐπιδημία     | epidēmía        | epidemia      |
| θ                        | t             | θεώρημα      | theōrēma        | teorema       |
| ι                        | i             | μελαγχολία   | melancholía     | melancolía    |
| ι                        | j             | ἱερογλυφικός | hieroglyphikós  | jeroglífico   |
| κ                        | c             | κατάλογος    | katálogos       | catálogo      |
| λ                        | l             | κύκλος       | kýklos          | ciclo         |
| μ                        | m             | οἰκονομία    | oikonomía       | economía      |
| ν                        | n             | εὐφωνία      | eufōnía         | eufonía       |
| ξ                        | x             | ἀξίωμα       | axíōma          | axioma        |
| ξ                        | j             | παράδοξα     | parádoxa        | paradoja      |
| ο                        | o             | πρόλογος     | prólogos        | prólogo       |
| π                        | p             | παιδαγωγός   | paidagōgós      | pedagogo      |
| ρ                        | r             | ῥήτωρ        | rētōr           | retor         |
| σ ς                      | s             | Διόνυσος     | Diónysos        | Dioniso       |
| τ                        | t             | ναύτης       | náutēs          | nauta         |
| υ                        | i             | κύκλος       | kýklos          | ciclo         |
| υ                        | j             | ὑάκινθος     | hyákinthos      | jacinto       |
| φ                        | f             | φάντασμα     | phántasma       | fantasma      |
| χ                        | c             | χορός        | chorós          | coro          |
| χ                        | qu            | χίμαιρα      | chímaira        | quimera       |
| ψ                        | ps            | ἔλειψις      | éleipsis        | elipsis       |
| ω                        | o             | Πλάτων       | Plátōn          | Platón        |
| Combinaciones de vocales |               |              |                 |               |
| αι                       | e             | παιδαγωγός   | paidagōgós      | pedagogo      |
| αυ                       | au            | Λαύριον      | Láurion         | Laurio        |
| ει                       | i             | εἰρωνεία     | eirōneía        | ironía        |
| ευ                       | eu            | εὐφωνία      | eufōnía         | eufonía       |
| ευ                       | ev            | εὐαγγέλιον   | evangélion      | evangelio     |
| ηυ                       | eu            | ηὕρηκα       | hēurēka         | eureka        |
| οι                       | e             | οἰκονομία    | oikonomía       | economía      |
| ου                       | u             | βουκολικός   | boukolikós      | bucólico      |
| Grupos consonánticos     |               |              |                 |               |
| γγ                       | ng            | ἄγγελος      | ángelos         | ángel         |
| γκ                       | nc            | ἐγκώμιον     | enkōmion        | encomio       |
| γχ                       | nc            | μελαγχολία   | melancholía     | melancolía    |
| -τ(ε)ι-                  | ci            | περιπέτεια   | peripéteia      | peripecia     |
| Diacríticos              |               |              |                 |               |
| ̔                         | h             | ἑξάγωνος     | hexágōnos       | hexágono      |
| ̓                         | nada          | έξάνθημα     | exánthēma       | exantema      |
| ͅ                         | i combinada   | τραγῳδία     | tragōidía       | tragedia      |
| ͅ                         | nada          | ζῳόμορφος    | zōiómorfos      | zoomorfo      |
| Terminaciones            |               |              |                 |               |
| -α                       | -a            | ἀγορά        | agorá           | ágora         |
| -εύς                     | -eo           | Ὀδυσεύς      | Odyséus         | Odiseo        |
| -εύς                     | -eus          | Ζεύς         | Zéus            | Zeus          |
| -η                       | -a            | στροφή       | strophē         | estrofa       |
| -η                       | -e            | ψυχή         | psychē          | psique        |
| -ης                      | -a            | ναύτης       | náutēs          | nauta         |
| -ις                      | -is           | ἔλειψις      | éleipsis        | elipsis       |
| -ις                      | -ia           | τηλεκύνησις  | tēlekýnēsis     | telequinesia  |
| -ος                      | -o            | Διόνυσος     | Diónysos        | Dioniso       |
| -ον                      | -o            | μαγνήσιον    | magnēsion       | magnesio      |
| -ον                      | -on           | κώλον        | kōlon           | colon         |
| -ρ                       | -r            | ῥήτωρ        | rētōr           | retor         |

#### Otras adaptaciones
- Consonantes geminadas: Por regla general, las consonantes geminadas se transcriben sencillas en español. Por ejemplo, συλλογισμός, con doble λ, se translitera syllogismós pero se transcribe silogismo. De la misma manera γραμματικῆ (gramática) o ἐννεασύλλαβος (eneasílabo).

- E protética: Las palabras que comienzan por grupos consonánticos anómalos en castellano (στ-, σπ-, σκ-, σθ-, σφ- y σχ-) añaden una e protética al inicio de la palabra: σκελετός > esqueleto; σχῆμα > esquema, etc.[1]

- Acentuación: Al transcribirlas, las palabras del griego antiguo suelen adoptar en español la acentuación latina, que convertía en llanas las palabras cuya penúltima sílaba era larga y en esdrújulas aquellas cuya penúltima sílaba era breve.[1]  No obstante, las irregularidades creadas por una tradición anómala pero generalmente aceptadas son mucho mayores en este aspecto.[1]

### Griego moderno
La transcripción de palabras del griego moderno al español se utiliza menos que la transliteración y suele ser puramente fonética, adaptando la pronunciación estándar a los grafemas españoles. Aunque no existe ningún sistema de transcripción adoptado oficialmente, se pueden usar las siguientes reglas mostradas a continuación:
- Se obvian las palatizaciones de los fonemas [e] e [i].
- Se transcribe 'ζ' por «ds», «s» o «z».
- Se transcribe 'θ' por «z» o «th».
- Se transcribe 'χ' por «j» o «kh».
- Se conservan los diacríticos (acento agudo y diéresis).

## Enlaces
- Romanización del griego, colección de tablas de transliteración del griego, de Thomas T. Pederson (inglés).
- Informe del Grupo de Trabajo en Sistemas de Romanización del Grupo de Expertos de las Naciones Unidas en Nombres Geográficos (UNGEGN) (inglés).

- Datos: Q466126